# Mkuti
Mkuti ist ein Verwaltungsbezirk (englisch Ward) des Distrikts Masasi (TC) in der tansanischen Region Mtwara.

## Geografie
Mkuti liegt im Südosten von Tansania, es ist der östliche Stadtteil der Distrikthauptstadt Masasi. Der Bezirk grenzt im Norden an Jida, im Nordosten an Mtandi, im Südosten an Marika und im Südwesten an Napupa. Bei der Volkszählung 2022 lebten 14.881 Menschen in 4827 Haushalten auf einer Fläche von 10 Quadratkilometern.

## Gliederung
Der Bezirk besteht aus sieben Stadtteilen (Mtaa):
- Saba Saba
- Madeko
- Kitunda
- Robeni
- Kisiwani
- Majimaji
- Mkutikati

## Bildung
Die Mkuti Secondary School ist eine weiterführende Privatschule, die Tagesschüler bis zur 4. Stufe ausbildet.